# قاهر-1
الصاروخ قاهر-1 هو صاروخ روسي الأصل من نوع سام 2 تم
نطويرة محليا ليصبح صاروخ باليستي أرض أرض يعمل على
مرحلتين بالوقود الصلب والسائل.